# لکومب
لکومب (به انگلیسی: Lacombe, Alberta) شهری در ایالت آلبرتا واقع در کشور کانادا است که مساحت آن ۱۸٫۲۴ کیلومتر مربع است و جمعیت آن در سرشماری سال ۲۰۰۶ میلادی، ۱۰٬۷۴۲ نفر بوده‌است. تراکم جمعیتی لکومب، ۶۴۳ نفر در هر کیلومتر مربع است.